# Isbas de la villa de Beauséjour
Las isbas de la villa de Beauséjour son un conjunto de cuatro pabellones situados en la villa de Beauséjour en el distrito 16 de París, Francia, catalogados como Monumento Histórico en 1992.

## Histórico
Las isbas proceden del pabellón ruso de la Exposición Universal de 1867. Una de las dachas fue construida por carpinteros rusos en San Petersburgo, trajo piezas de repuesto para la exposición y volvió a montarse en 1872 en la villa de Beauséjour. Los otros tres son pabellones de ladrillo y piedra revestidos de madera recuperada de los edificios de exhibición. Estos pabellones fueron diseñados por el arquitecto Alphonse Lasnier, propietario del terreno. Este conjunto fue vendido en 1881 a la viuda de Isaac Pereire. De hecho, era más rentable para las naciones expositoras vender sus pabellones que traerlos de regreso a su país, donde era un edificio común.